# Scarlxrd
Scarlxrd (wym. /scarlord/), właściwie Marius Lucas Antonio Listhrop (ur. 19 czerwca 1994 w Wolverhampton) – brytyjski raper. Znany jest ze swojego unikalnego stylu muzycznego z pogranicza trapu, hip-hopu oraz rap metalu. Początkowo nagrywał filmy na YouTubie pod pseudonimem Mazzi Maz, następnie rozpoczął karierę jako wokalista w zespole Myth City, skąd w 2016 rozpoczął karierę solową pod pseudonimem Scarlxrd.
Największy rozgłos uzyskał po premierze swojego utworu „HEART ATTACK”, który na platformie YouTube ma ponad 100 mln wyświetleń (stan na grudzień 2022).

## Kariera

### 2012–2014: YouTube
Zanim rozpoczął karierę muzyczną, Marius początkowo nagrywał vlogi na platformie YouTube pod pseudonimem Mazzi Maz. Był znany jako wesoły i pozytywny vloger. Często do swoich materiałów zapraszał swoich znajomych.

### 2014–2016: Myth City
W 2014, Marius założył alternatywny zespół Myth City. Myth City wydało swoją debiutancką epkę 28 lutego 2015.

### 2016–2018: Początek kariery solowej i pierwsze albumy
W sierpniu 2016, Mazzi Maz zadebiutował pod swoim nowym pseudonimem Scarlxrd wraz z utworem „Girlfriend”. Do końca 2016 roku, Marius wydał dwa albumy, stylizowany japońskim alfabetem スカー藩主 (dosł. „scar lord”) oraz Rxse. Następnie, w kwietniu 2017 wydał kolejne dwa albumy, Cabin Fever i Chaxsthexry. Scarlxrd 31 maja 2017 roku wstawił na YouTube teledysk do utworu „Chain$aw” oraz, tydzień później, do utworu „King, Scar”. 23 czerwca Scarlxrd wstawił teledysk do piosenki „Heart Attack”, który błyskawicznie zdobył ogromną popularność na platformie YouTube. 29 września Scarlxrd wydał swój piąty album studyjny Lxrdszn. 4 maja 2018 natomiast miała premiera jego szósta płyta, i jednocześnie pierwsza z wytwórni Island Records, pod tytułem DXXM.

### 2019–teraz
Po premierze kolejnych utworów, „Hxw They Judge”, „Berzerk”, „Sx Sad”, oraz „Head Gxne”, Scarlxrd ogłosił swój siódmy album studyjny, Infinity. Jego premiera odbyła się 15 marca 2019. W 2019 Marius został nominowany do Kerrang! Awards w kategorii „Best British Breakthrough”. W tym samym roku, 4 października Scarlxrd wydał swoją kolejną, ósmą, płytę studyjną Immxrtalisatixn. 13 grudnia, Scarlxrd wydał swoją trzecią płytę w 2019 roku, a zarazem dziewiąty w całej, solowej karierze. Album ten nosi tytuł Acquired Taste: Vxl. 1. 19 grudnia, „I Can Dx What I Want” zostało ogłoszone oficjalnym utworem przewodnim WWE NXT UK.
W 2020 roku premierę miały dwa kolejne albumy studyjne Scarlxrda. Scarhxurs 28 lutego oraz Fantasy Vxid 12 czerwca.

## Twórczość
Scarlxrd za młodu słuchał metalu oraz rapu. Jako główne inspiracje, których miksem jest jego muzyka, wymienia: Deftones, Slipknot, Alice In Chains, oraz Korn, z rapowych twórców jego inspiracjami byli Missy Elliott, Nelly, Eminem, XXXTENTACION oraz Travis Scott.
Jego rozpoznawalną cechą jest zamienianie liter „o” na „x”, co można spotkać w jego pseudonimie artystycznym, tytułach piosenek oraz albumów. Jego charakterystyczną częścią ubioru jest maska, którą nosi, aby ukryć swoją tożsamość. Kiedy Marius rozpoczął karierę solową, nie chciał być kojarzony ze swoją przeszłością, czyli znanym wówczas YouTuberem. Razem z premierą Infinity Scarlxrd coraz rzadziej nosił maskę, ponieważ nie chciał tracić czasu na kreowanie swojego image i chciał się w pełni skupić na tworzeniu muzyki. Wraz z premierą albumu Scarhxurs Scarlxrd zaczął ją ponownie nosić.

## Dyskografia

### Albumy studyjne
| Rok  | Tytuł                  | Szczegóły albumu                                                                                       |
| ---- | ---------------------- | --- |
| 2016 | スカー藩主             | - Data wydania: 21 października 2016 - Wytwórnia: Lxrd Records - Format: DL                            |
| 2016 | Rxse                   | - Data wydania: 9 grudnia 2016 - Wytwórnia: Lxrd Records - Format: DL                                  |
| 2017 | Cabin Fever            | - Data wydania: 1 kwietnia 2017 - Wytwórnia: Lxrd Records - Format: DL                                 |
| 2017 | Chaxsthexry            | - Data wydania: 1 kwietnia 2017 - Wytwórnia: Lxrd Records - Format: DL                                 |
| 2017 | Lxrdszn                | - Data wydania: 29 września 2017 - Wytwórnia: Lxrd Records - Format: DL                                |
| 2018 | Dxxm                   | - Data wydania: 4 maja 2018 - Wytwórnia: Island Records, Lxrd Records - Format: CD, LP, CC, DL         |
| 2019 | Infinity               | - Data wydania: 15 marca 2019 - Wytwórnia: Island Records, Lxrd Records - Format: CD, LP, CC, DL       |
| 2019 | Immxrtalisatixn        | - Data wydania: 4 października 2019 - Wytwórnia: Island Records, Lxrd Records - Format: CD, LP, CC, DL |
| 2019 | Acquired Taste: Vxl. 1 | - Data wydania: 13 grudnia 2019 - Wytwórnia: Island Records, Lxrd Records - Format: DL                 |
| 2020 | Scarhxurs              | - Data wydania: 28 lutego 2020 - Wytwórnia: Island Records, Lxrd Records - Format: DL                  |
| 2020 | Fantasy Vxid           | - Data wydania: 12 czerwca 2020 - Wytwórnia: Island Records, Lxrd Records - Format: DL                 |
| 2021 | DXXM II                | - Data wydania: 21 lutego 2021 - Wytwórnia: Lxrd Records - Format: DL                                  |

### EPki
| Rok  | Tytuł                   | Szczegóły albumu |
| ---- | ----------------------- | --- |
| 2019 | Thrxwaways As Prxmised. | - Data wydania: 4 października 2019 - Format: DL - Płyta składa się z utworów, które nie dostały się do Immxrtalisatixn. |